# Wetterau
El Wetterau es una región o comarca (Landschaft) en el estado federado de Hesse (Alemania). 

## Geografía
El Wetterau se encuentra al norte de Fráncfort del Meno, al este del Taunus, al sur del Landkreis Gießen y al sudoeste del Vogelsberg. La principal parte del territorio cae en el distrito de Wetterau (ciudad de Friedberg). El río más importante que fluye por la comarca es el Wetter.